# TSV Schongau
Der Turn- und Sportverein Schongau von 1863 ist ein Sportverein aus Schongau und besteht aus den Abteilungen/Sparten Badminton, Eislauf, Eisstock, Fußball, Handball, Kanusport, Koronar, Leichtathletik, Schwimmen, Taekwondo, Tischtennis, Triathlon, Turnen, Volleyball, Seniorensport, Krav Maga und Boxen.

## Eishockey
Die Abteilung Eislauf – besser bekannt unter dem Namen EA Schongau Mammuts (genauer Name Eislaufabteilung Schongau) – betreibt die Sportart Eishockey und das Eisstadion in Schongau.
Ursprünglich 1951 als Eislaufverein Schongau gegründet, schloss sich der Verein schon 1952 dem TSV als Eishockeyabteilung an. In der Saison 1968/69 konnte die Bayerische Landesliga-Meisterschaft in der Gruppe C gewonnen werden und war damit auch als Aufsteiger für die Natureis-Bayernliga (4. Liga) qualifiziert.
Bayerischer-Meister wurde die EAS in den Jahren 1979 und 2002. Die Eishockeymannschaft des TSV spielte erstmals im höherklassigen Eishockey in der Saison 1979/80 in der Regionalliga Süd, aus der die Mannschaft in die Oberliga 1980/81 aufstieg und dort bis zur Saison 1987/88 die Klasse erhalten konnte.
Bei Einführung der Deutschen Eishockey Liga im Sommer 1994 wurde die Mannschaft in die 2. Liga Süd eingeteilt, die die Mannschaft bis zur Saison 1995/96 halten konnte. Danach spielte die Mannschaft im Bayerischen Eissportverband in der Eishockey-Bayernliga weiter. Dort wurde die Mannschaft in der Saison 2001/02 Bayerischer Meister und nahm mit dem Vizemeister ESV Königsbrunn an der Aufstiegsrunde zur Regionalliga Süd teil, in der sich der Vertreter des Eissportverbandes Baden-Württemberg – der EC Atlantis Ulm/Neu-Ulm – durchsetzte und den Aufstieg schaffte.
Am Ende der Saison 2005/06 stieg die Seniorenmannschaft sportlich durch die Niederlage in der 2. Runde der Abstiegsplayoffs gegen SVG Burgkirchen ab. Darüber hinaus wurde in dieser Saison bekannt, dass die gestiegenen Stadionbetriebskosten die Finanzlage der EA Schongau stark belasten. Ab der Saison 2006/07 spielte die Seniorenmannschaft in der – fünftklassigen – Landesliga Bayern. In der Spielzeit 2010/11 erreichte das Team den vierten Platz in der neu eingeführten Landesliga Süd/West und schaffte als Nachrücker wieder den Aufstieg in die Bayernliga (4. Liga). Man stieg aber nach einem Jahr Bayernliga wieder ab und spielte bis zur Saison 2015/16 in der Landesliga Süd/West. Ab 2016/17 konnte man überraschend als Nachrücker am Spielbetrieb der Bayernliga teilnehmen. Da der EC Bad Kissinger Wölfe als Sieger der Aufstiegsrelegation durch den BEV keine Spielerlaubnis für die Bayernliga-Saison 2017/18 erhielt, konnte die EA Schongau, trotz sportlichen Abstiegs, in der Bayernliga verbleiben.

### Erfolge
| - Aufstieg in die Oberliga 1980 - Vizemeister Regionalliga Süd 1980 - Meister Bayernliga West (4. Liga) 1998 - Bayernkrug Pokalfinale 2008, 2010 - Bayerischer Meister 1979, 2002 - Westbayerischer Meister 2001 - Westbayerischer Vizemeister 2002 | - Aufstieg in die Regionalliga 1979, 2011, 2016 - Aufstieg in die Bayernliga (4. Liga) 1969 - Bayerischer Landesliga-Vizemeister 1969 - Bayerischer Landesliga-Meister Gr. C 1969, West 2011 - Fünffacher Bayerischer Landesliga-Vizemeister Ost/West - Bayerischer Bezirksliga-Vizemeister Ost 1b 2012 |  |

### Eisstadion
Seit 2001 (überdachtes) Eisstadion Schongau (Fassungsvermögen: 2000 Stehplätze)

### Nachwuchs
Neben der Seniorenmannschaft nimmt die EA Schongau noch in allen Altersklassen mit Mannschaften am Ligenspielbetrieb teil.

## Handball
Größter Erfolg der TSV-Handballer war die Südbayerische Vizemeisterschaft und der damit verbundene Aufstieg in die Handball-Bayernliga (3. Liga).
Die Handballabteilung des TSV Schongau nimmt derzeit mit einer Herrenmannschaft, zwei Damenteams und zehn Nachwuchsmannschaften am Spielbetrieb des Bayerischen Handballverbandes (BHV) teil.
In der Saison 2022/23 spielt das 1. Damenteam in der Bezirksoberliga und die Herren in der Bezirksklasse.

### Erfolge
- Aufstieg in die 3. Liga Oberliga (Bayern) 1974
- Südbayerischer Vizemeister (4. Liga) 1974, 1978
- Aufstieg in die Landesliga Süd 1973
- Bezirksligameister 1973

### Spielstätten
- Lechsporthalle Schongau
- Sporthalle Berufsschule Schongau
- Glückauf-Halle 82380 Peißenberg

## Tri-Team Schongau
1990 wurde von Soldaten der Franz-Josef-Strauß-Kaserne in Altenstadt, zu der auch eine Sportfördergruppe gehört, das Tri-Team Altenstadt gegründet. Seit 2000 richtet dieses am Hasslacher See den Auerberg Triathlon aus, der seit seinem Umzug 2012 an den Lech in die Schongauer Altstadt Schongau Triathlon heißt. 2001 wird aus dem Tri-Team Altenstadt die Abteilung Triathlon des TSV Schongau, um ein Training im Schongauer Freibad zu ermöglichen. Seit 2004 wird zu Saisonbeginn alljährlich ein Kindertriathlon in Schongau ausgerichtet.
| Saison                                                                                      | Liga           | Platz |
| ------------------------------------------------------------------------------------------- | -------------- | ----- |
| 2005                                                                                        | Landesliga Süd | 2.    |
| 2006                                                                                        | Bayernliga     |       |
| 2007                                                                                        | Regionalliga   |       |
| 2008                                                                                        | Regionalliga   |       |
| 2009                                                                                        | Regionalliga   | 8.    |
| 2010                                                                                        | Regionalliga   | 6.    |
| 2011                                                                                        | Regionalliga   | 2.    |
| 2012                                                                                        | 2. Bundesliga  |       |
| 2013                                                                                        | 2. Bundesliga  |       |
| 2014                                                                                        | 2. Bundesliga  | 1.    |
| 2015                                                                                        | 1. Bundesliga  | 15.   |
| Anmerkung: Grün unterlegte Jahre kennzeichnen einen Aufstieg, rot unterlegte einen Abstieg. |                |       |

| Saison                                                | Liga                | Platz |
| ----------------------------------------------------- | ------------------- | ----- |
| 2008                                                  | Regionalliga Bayern |       |
| 2009                                                  | Regionalliga Bayern | 3.    |
| 2010                                                  | Regionalliga Bayern | 2.    |
| 2011                                                  | Regionalliga Bayern | 2.    |
| 2012                                                  | Regionalliga Bayern | 4.    |
| 2013                                                  | Regionalliga Bayern | 2.    |
| 2014                                                  | Regionalliga Bayern | 2.    |
| 2015                                                  | Regionalliga Bayern | 9.    |
| 2008 als Startgemeinschaft mit Hof, 2009 mit Weilheim |                     |       |

2005 steigt die Männermannschaft unter dem Namen Tri-Team Schongau aus der Landesliga Süd in die Bayernliga auf, 2006 folgt für das Team um Stefan Schmid der Aufstieg in die Regionalliga. 2011 gelingt dem Männer-Team nach dem Rücktritt der Erlanger Mannschaft ein Aufstieg in die zweite Bundesliga. Als Meister der 2. Bundesliga Süd 2014 startet das Team unter dem Namen des Hauptsponsors Volllast TriTeam Schongau in der 1. Bundesliga, muss sich aber am Saisonende 2015 als Tabellenletzter und einziger Absteiger wieder verabschieden. Die zweite Männermannschaft belegt Platz drei in der Bayernliga.